# Allenc
Allenc ist eine französische Gemeinde mit 264 Einwohnern (Stand 1. Januar 2022) im Département Lozère in der Region Okzitanien.

## Geographie
Das Dorf Allenc liegt westlich des Oberlaufs des Chassezac und nördlich des Flusses Lot und des Gebirgsmassivs des Mont Lozère. Die Bahnlinie zwischen Mende und La Bastide-Puylaurent verläuft durch den Ort.

## Bevölkerungsentwicklung
| Jahr      | 1962 | 1968 | 1975 | 1982 | 1990 | 1999 | 2008 | 2018 |
| Einwohner | 353  | 291  | 237  | 209  | 176  | 189  | 243  | 248  |

## Sehenswürdigkeiten

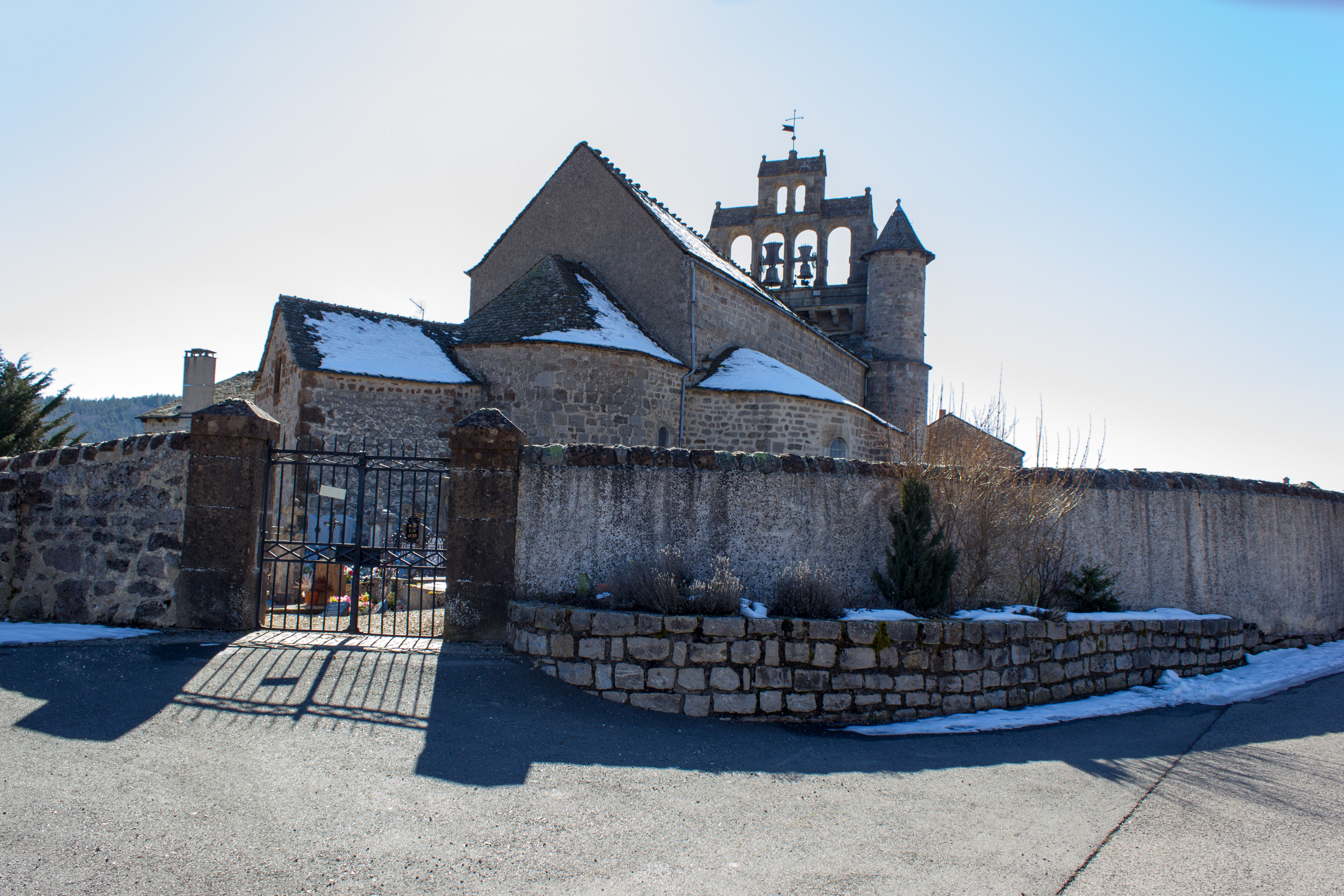
Kirche Saint-Pierre

- Kirche Saint-Pierre
- Turm der ehemaligen Burg Villaret